# Aeropuerto Internacional Chacalluta
Aeropuerto Internacional Chacalluta is een luchthaven op zo'n 18 km van de Chileense stad Arica.